# Amt Lemförde
Das Amt Lemförde war ein historisches Verwaltungsgebiet, das nacheinander der Grafschaft Diepholz, den Fürstentümern Lüneburg und Calenberg sowie dem Königreich Hannover bzw. der preußischen Provinz Hannover angehörte.

## Geschichte
Die Burg Lemförde wurde von den Edelherren von Diepholz um 1316 zum Schutz ihres Territoriums gegen die Hochstifte Minden und Osnabrück sowie zur Sicherung der Stemwede angelegt. Mit Herausbildung der Amtsverfassung im 14. Jahrhundert wurde sie zum Mittelpunkt eines Amtes, das nach dem Aussterben der Grafen von Diepholz (1585) an das Fürstentum Lüneburg, 1665 an Herzog Ernst August in seiner Funktion als Bischof von Osnabrück und mit diesem 1679 an Calenberg-Hannover fiel.
Von 1810 bis 1813 stand Lemförde unter französischer Herrschaft. Danach wurde das Amt im alten Umfang wiederhergestellt, 1859 jedoch aufgehoben und in das Amt Diepholz eingegliedert. Seit 1885 gehört das ehemalige Amtsgebiet zum Kreis/Landkreis Diepholz. Seine Gemeinden bilden heute die Samtgemeinde Altes Amt Lemförde.

## Umfang
Bei seiner Aufhebung (1859) umfasste das Amt folgende Gemeinden:
- Brockum
- Hüde
- Lembruch
- Lemförde
- Marl
- Quernheim
- Stemshorn

## Amtmänner
- 1818–1829: Benedict von der Decken, Drost
- 1830: Wilhelm von Blum, Amtsassessor
- 1830–1832: Johann Friedrich Conrad Rose
- 1832: Niemeyer, Amtsassessor
- 1832–1852: Heinrich Friedrich Arnold Wagemann, Amtmann, ab 1852 Oberamtmann
- 1853–1859: Georg Leuer von Hinüber